# Бэкон, Джон
Джон Бэкон (24 ноября 1740[…], Саутуарк — 4 августа 1799, Лондон) — английский скульптор, считается основателем британской школы скульптуры. 

## Биография
Сын Томаса Бэкона, портного из Саутуарка, предки которого обладали значительным поместьем в Сомерсете.
В 14 лет Бэкон был отдан в учение на фарфоровый завод г. Крисисса в Ламбете, где на первых порах его заставляли раскрашивать разные маленькие китайские украшения, но, заметив его ловкость, его скоро сделали главным формовщиком. Работая на фарфоровом заводе, он имел возможность видеть многие модели, исполненные знаменитыми скульпторами, которые присылались на завод для обжигания. Наблюдение над этими произведениями и дало, главным образом, толчок к развитию его скульптурных способностей. На первых порах он стремится подражать великим скульпторам и с таким успехом, что небольшая фигура, посланная им в 1758 г. в общество поощрения искусств, получила премию. Самые лучшие премии этого общества были назначены Джону Бэкону девять раз в промежуток времени с 1763 по 1776 гг. Ещё во время своего учения Бэкон улучшил способ выделывания статуй из искусственного камня — искусство, которое он потом довел до совершенства.
До 1763 г. Бэкон работал над мрамором и в это время придумал способ формовать модель из мрамора, посредством особо придуманного им инструмента, употребляемого с тех пор скульпторами Англии и других стран. Инструмент этот имел много преимуществ пред прежними, как более точный. В 1769 году Бэкон получил первую золотую медаль от Королевской академии, а в следующем году был причислен к ней. Скоро после того он изваял статую Марса, доставившую ему громкую известность; после того он получил заказ на бюст Георга III, предназначавшийся для церкви Христа в Оксфорде. Этой работой Бэкон снискал себе благоволение короля, которое не терял до самой смерти своей. Громадный успех Бэкона вызвал зависть других скульпторов, которые стали упрекать его в незнании классического стиля. Эти несправедливые нападки блестяще были опровергнуты им, когда появились его замечательная голова Юпитера Танаиского и многие из его аллегорических фигур, исполненные в строгом классическом стиле.
Бэкон умер на 59 году жизни, 4 августа 1799 г. Многочисленные работы Бэкона, которые украшают собор Святого Павла в Лондоне, Оксфордский собор и Пембрук-колледж в Оксфорде, собор в Бристоле, лучше всего говорят о его славе. Лучшие произведения Бэкона надо искать между статуями Вестминстерского аббатства.